# Ga đại học Dongguk
Ga Đại học Dongguk (Tiếng Hàn: 동대입구역, Hanja: 東大入口驛) là ga tàu điện ngầm trên Tàu điện ngầm vùng thủ đô Seoul tuyến 3 nằm ở Jangchung-dong 2-ga, Jung-gu, Seoul. Đại học Dongguk ở gần đó.

## Lịch sử
- 13 tháng 9 năm 1983: Tên ga Tàu điện ngầm Seoul tuyến 3 được quyết định là Ga Jangchung[3]
- 1 tháng 3 năm 1985: Đổi thành Ga Đại học Dongguk[4]
- 18 tháng 10 năm 1985: Bắt đầu hoạt động với việc khai trương đoạn Dongnimmun ~ Yangjae của Tàu điện ngầm Seoul tuyến 3[5]

## Bố trí ga
| Chungmuro ↑ |
| S/B N/B \|  |
| ↓ Yaksu     |

| Hướng Bắc | ● Tuyến 3 | ← Hướng đi Chungmuro · Jongno 3(sam)-ga · Gupabal · Daehwa |
| Hướng Nam | ● Tuyến 3 | → Hướng đi Yaksu · Oksu · Suseo · Ogeum →                  |

## Xung quanh nhà ga
| Lối ra \| 나가는 곳 \| Exit \| 出口 | Lối ra \| 나가는 곳 \| Exit \| 出口 |
| ----------------------------------- | --- |
| 1                                   | Jangchung-dong 2-ga Hướng tới Toegye-ro Trường tiểu học Chungmu Trạm dừng xe buýt tham quan thành phố Seoul Hiệp hội Điều dưỡng Hàn Quốc Trung tâm Văn hóa và Thể thao Jangchung                |
| 2                                   | Jangchung-dong 2-ga Ssanglim-dong Ngõ Jokbal Jangchung-dong Trung tâm cộng đồng Gwanghui-dong Hướng tới Toegye-ro                                                                               |
| 3                                   | Trung tâm cộng đồng Jangchung-dong Hướng tới Công viên Văn hóa và Lịch sử Dongdaemun Jangchung-dong 1-ga                                                                                        |
| 4                                   | Khu vực Jangchung Hướng tới Ga Yaksu |
| 5                                   | Nhà thi đấu Jangchung Khách sạn Shilla Shilla Duty Free Dược phẩm Yuyu |
| 6                                   | Tháp Namsan Seoul Nhà hát Quốc gia Jangchung-dong Thư viện nhỏ Bảo tàng biểu diễn nghệ thuật Công viên Namsan Đại học Dongguk Hướng tới hầm Namsan số 2 Bãi đậu xe Yejang Hướng tới Hannam-dong |

## Hình ảnh

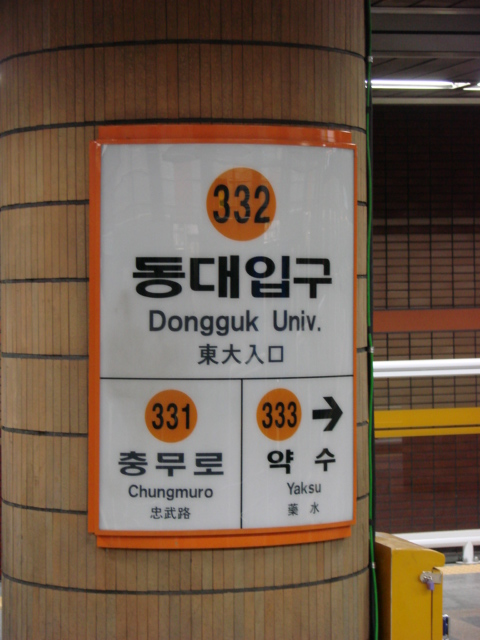
Bảng tên ga (Trước khi thay đổi)
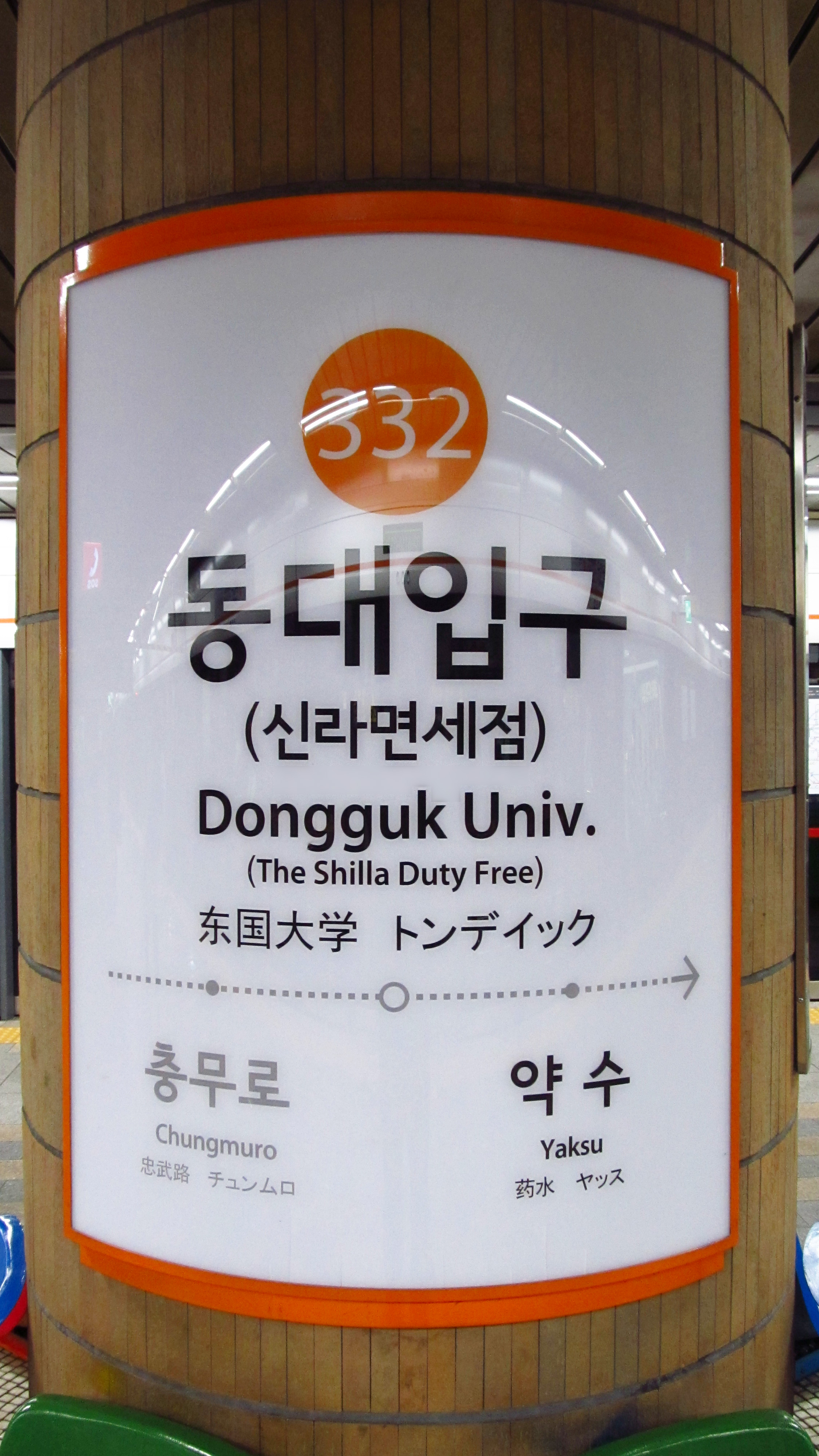
Bảng tên ga (Sau khi thay đổi)